# Chief Kamachi
Chief Kamachi er en hip-hop kunstner fra Philadelphia.
Den intense rapper Chief Kamachi kom frem på scenen i de sene 90'ere, da han medvirkede på Jedi Mind Tricks-albummet Violent By Design. I tiden derefter udgav han en række singler, alt imens han sammen med bl.a. Vinnie Paz (fra Jedi Mind Tricks) og pigerapperen Bahamadia dannede gruppen Army of the Pharaohs.
I 2004 udgav Chief Kamachi sit første album. Det bar titlen Cult Status, og bød på benhårde og agressivt leverede gadeobservationer.
Året efter var Chief Kamachi i front, da en anden af hans grupper, 'The Juju Mob', udsendte albummet Black Candles.
I 2006 har den driftige rapper udsendt soloalbummet Concrete Gospel, samt gendannet gruppen Army of the Pharaohs, der udover Chief Kamachi består af otte andre undergrundsrappere af fineste kvalitet – bl.a. Apathy, Celph Titled og Reef the Lost Cauze.

## Diskografi

### Albums
- 2004: Cult Status
- 2005: Chief Kamachi & the Juju Mob: Black Candles
- 2006: Army of the Pharaohs: The Torture Papers
- 2006: Concrete Gospel